# Le Saulchoy
Le Saulchoy település Franciaországban, Oise megyében. Lakosainak száma 105 fő (2022. január 1.). Le Saulchoy Catheux, Doméliers, Fontaine-Bonneleau, Francastel, Le Gallet és Viefvillers községekkel határos.

## Népesség
A település népességének változása:
| Lakosok száma | 100  | 102  | 101  | 100  | 102  | 104  | 106  | 105  | 105  |
|               | 2013 | 2015 | 2016 | 2017 | 2018 | 2019 | 2020 | 2021 | 2022 |